# Eulichadidae
Eulichadidae je čeleď brouků z nadčeledi Byrrhoidea.

## Taxonomie
- Čeleď Eulichadidae
  - rod Eulichas Jacobson, 1911 – asi 20 druhů, Čína a Jižní Asie
  - rod Stenocolus LeConte, 1859
    - Stenocolus scutellaris LeConte, 1859 – Kalifornie